# 三县岭镇
三县岭镇是中华人民共和国江西省上饶市弋阳县下辖的一个镇。

## 行政区划
三县岭镇下辖以下村级行政区划单位：
龙家村、店上村、姚畈村、沙湾村、徐门村、程桥村、前畈分场生活区、瑶上分场生活区、陈屋分场生活区、浪湾分场生活区、港王分场生活区和曹家分场生活区。